# Herpetacanthus rotundatus
Herpetacanthus rotundatus là một loài thực vật có hoa trong họ Ô rô. Loài này được (Lindau) Bremek. mô tả khoa học đầu tiên năm 1938.